# Rock Bottom (Steven Wilson e Ninet Tayeb)
Rock Bottom è un singolo del cantautore britannico Steven Wilson e della cantante israeliana Ninet Tayeb, pubblicato il 12 settembre 2023 come terzo estratto dal settimo album in studio di Wilson The Harmony Codex.

## Descrizione
Si tratta della prima collaborazione tra i due artisti dai tempi di To the Bone di Wilson del 2017, album in cui Tayeb apparve come voce ospite in Pariah, Blank Tapes e People Who Eat Darkness. Rock Bottom rappresenta tuttavia il primo brano collaborativo ad essere stato scritto unicamente da Tayeb, realizzando inizialmente una versione demo da sonorità prettamente rock, che Wilson ha successivamente arrangiato in chiave più orchestrale ispirandosi alle composizioni di John Barry per i film di James Bond una volta ricevuta la demo. Verso il termine del processo di realizzazione, Wilson ha modificato la propria versione al fine di trasformarla in un vero e proprio duetto.

## Video musicale
Il video, diretto da Nimrod Peled, è stato reso disponibile in contemporanea con il lancio del singolo attraverso il canale YouTube di Wilson e mostra quest'ultimo e Tayeb cantare il brano legati a una sedia dalla quale riescono progressivamente a liberarsi, ma una volta caduti a terra decidono di legarsi nuovamente dopo essersi rialzati a fatica.

## Tracce
Testi e musiche di Steven Wilson, eccetto dove indicato.
1. Rock Bottom – 4:24 (Ninet Tayeb)
2. Impossible Tightrope – 10:44
3. Economies of Scale – 4:18 (musica: Steven Wilson, Adam Holzman)

## Formazione
Hanno partecipato alle registrazioni, secondo le note di copertina di The Harmony Codex:
Musicisti
- Steven Wilson – voce, pianoforte, strumenti ad arco, moog Sub 37, chitarra elettrica, corno, sintetizzatore Prophet VI e Cobalt 8
- Ninet Tayeb – voce, chitarra
- Craig Blundell – batteria
- Niko Tsonev – assolo di chitarra
- Adam Holzman – wurlitzer
- Josef E-Shine – suoni aggiuntivi

Produzione
- Steven Wilson – produzione
- David Kosten – missaggio, produzione aggiuntiva
- Matt Colton – mastering
- Hajo Müller – copertina
- Josef E-Shine – produzione aggiuntiva